# Peter Shumlin
Peter Elliott Shumlin, né le 24 mars 1956 à Brattleboro (Vermont), est un homme politique américain, membre du Parti démocrate et gouverneur du Vermont de 2011 à 2017.

## Biographie

### Formation et carrière
Peter Shumlin est diplômé en éducation de l'université Wesleyenne en 1979. Dans les années 1980, il retourne au Vermont et contribue à la fondation du Landmark College, situé à Putney. L'établissement est créé pour aider les personnes handicapées intellectuelles à acquérir une formation. Shumlin s'implique auprès des jeunes ayant des difficultés d'apprentissage.

### Législature de l'État du Vermont
En 1990, Shumlin est nommé par le gouverneur démocrate Madeleine May Kunin pour occuper un poste vacant à la Chambre des représentants de l'État du Vermont. En 1992, il est élu au Sénat du Vermont, où il est rapidement élu par son caucus comme leader de la minorité démocrate. En 1994, les démocrates regagnent la majorité au Sénat et Shumlin en devient président pro tempore.
En 2002, il remporte l'investiture démocrate pour l'élection au poste de lieutenant-gouverneur du Vermont, mais se classe deuxième lors de l'élection générale derrière le républicain Brian Dubie (en).
De 2003 à 2006, Shumlin retourne à l'enseignement dans la Putney Student Travel, un établissement scolaire fondé en 1951 par ses parents (Georges et Kitty Shumlin) qui met sur pied des programmes scolaires qui permettent aux jeunes des lycées américains de voyager à l'étranger et de se familiariser avec les différentes cultures. En 2006, à l'annonce de la retraite du sénateur Rod Gander, Shumlin tente de nouveau sa chance afin de se faire élire au Sénat du Vermont. Il est élu et à son retour dans cette assemblée, Shumlin est nommé par ses pairs président pro tempore.

### Campagne pour devenir gouverneur
Le 27 août 2009, le gouverneur républicain du Vermont, Jim Douglas annonce qu'il ne briguera pas de réélection. Le 16 novembre suivant, Shumlin pose sa candidature à l'investiture démocrate pour le poste de gouverneur de l'État du Vermont,. Le 24 août 2010, les votes des électeurs aux primaires démocrates du Vermont le placent en tête de justesse avec 24,48 %, mais Doug Racine qui termine deuxième avec 24,22 % des votes, demande un recomptage. Le recomptage des votes confirme la victoire de Shumlin par 197 voix sur Doug Racine. Shumlin peut donc se présenter comme candidat des démocrates à l'élection générale pour le poste de gouverneur de l'État du Vermont.
Lors des électiobs de 2010, Shumlin est élu gouverneur du Vermont, recevant 117 561 voix (49,44 %) contre 113 227 voix (47,69 %) pour le républicain Brian Dubie,. Le Vermont ne permet cependant pas à son gouverneur d'être élu avec moins de 50 % des votes exprimés par la population, l'Assemblée générale du Vermont, formée de la Chambre des représentants et du Sénat élit Peter Shumlin comme gouverneur du Vermont le 6 janvier 2011.

### Gouverneur du Vermont
Son élection coïncide avec la mise en vente de la centrale nucléaire de Vermont Yankee. Shumlin est un fervent opposant à l'énergie nucléaire, et cherche la fermeture de la centrale en refusant la prolongation du permis d'exploitation.
Shumlin est catégoriquement pour la mise en place d'un système de soins de santé publics gratuits ce qui contraste avec son adversaire républicain Brian Dubie lors des deux débats télévisés pour l'élection du gouverneur. Le 26 avril 2011, le gouverneur Shumlin apparaît dans l'émission The Rachel Maddow Show sur MSNBC, où il discute de la réforme des soins de santé. Il affirme qu'il croit en des soins de santé pour tous et souligne à plusieurs reprises lors de l'entrevue que « les soins de santé sont un droit, pas un privilège ». Le 26 mai 2011, Shumlin signe un projet de loi visant à établir une couverture de santé universelle pour tous les résidents du Vermont. Le Vermont devient ainsi le premier État des États-Unis à jeter les bases d'un régime universel d'assurance soins de santé.
Le 17 août 2011, Shumlin devient le premier gouverneur aux États-Unis à présider une cérémonie de mariage civil pour deux adultes conjoints de même sexe.

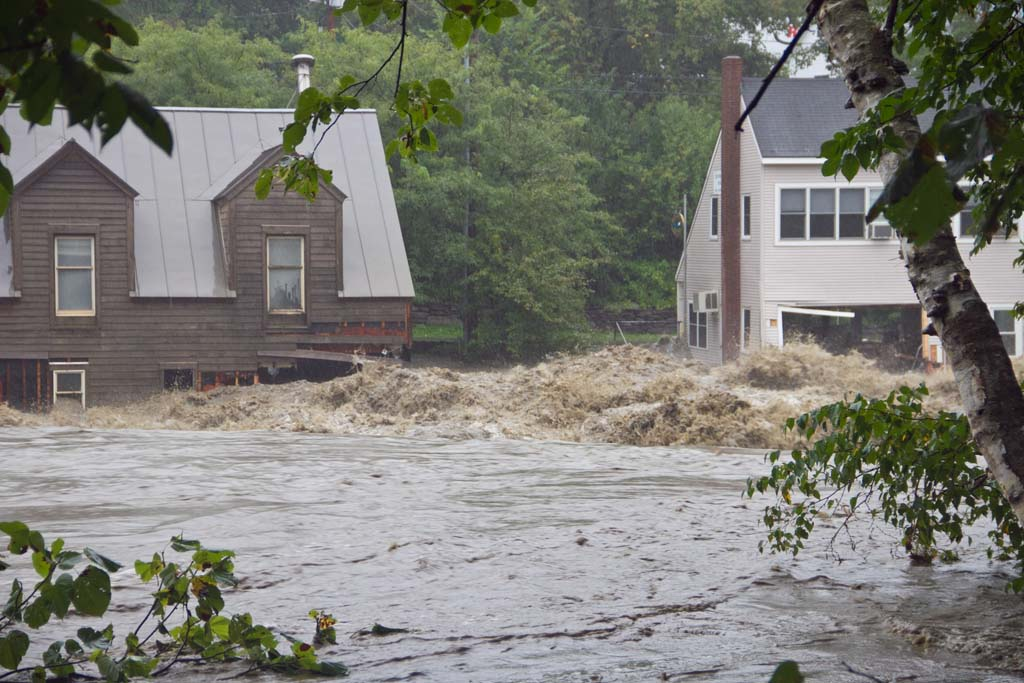
Crues de 2011 dans le Vermont.

Le Vermont déjà éprouvé par les crues printanières 2011 du lac Champlain, doit faire face à la fin d'aout 2011 aux pluies torrentielles de l'ouragan Irene redevenu tempête tropicale : plusieurs routes sont coupées et les rivières transformées en torrents inondent de nombreux villages . Shumlin adopte un plan d'urgence pour aider les populations touchés. Routes, ponts et maisons devront être reconstruits.

### Vie personnelle
Il est le père de deux filles, Olivia (âgée[Quand ?] de 22 ans) et Rebecca (âgée[Quand ?] de 20 ans). Dans ses temps libres, il aime la course à pied, la randonnée pédestre et le ski de fond. Il aime aussi le jardinage et collabore épisodiquement à une ferme laitière où il est partenaire.